# Agrypon aggressorium
Agrypon aggressorium är en stekelart som beskrevs av Förster 1860. Agrypon aggressorium ingår i släktet Agrypon och familjen brokparasitsteklar. Inga underarter finns listade i Catalogue of Life.